# Rolfs Flyg & Buss
Rolfs Flyg & Buss är en svensk researrangör, som grundades 1975 av Rolf Karlsson. Företaget arrangerar paketresor med flyg och buss över hela världen och är Sveriges största gruppresearrangör med cirka 100 000 resenärer och 3 000 avgångar årligen. Utbudet består av cirka 350 guidade resmål till samtliga världsdelar förutom Antarktis. Rolfs Flyg & Buss har kontor och butik i Göteborg och har cirka 50 anställda. Företaget har utnämnts till ett DI Gasell-företag år 2014, 2015, 2016 och 2017. Den 10 december 2020 förvärvade företaget det svenska charterbolaget Solresor.
Rolfs Flyg & Buss har sedan starten varit familjeägt. Nuvarande VD är Emanuel Karlsson. Under räkenskapsåret 2017/2018 (avslut 30 april 2018) omsatte bolaget cirka 505 miljoner.